# 已不再哭泣
《已不再哭泣》（日语：もう泣かないで）是日本女歌手瀨能梓的歌曲。1991年9月4日由Pony Canyon發行。

## 解說
《已不再哭泣》是瀨能梓從女子偶像組合CoCo單飛之後的出道單曲。同名標題曲曾在1991年被富士電視台電視動畫《亂馬1/2 熱鬥篇》選為第5代片頭主題曲使用，使用時間從1991年11月1日（第100話）至1992年3月27日（第117話）為止。後來，1992年10月21日發行的動畫CD原聲帶《亂馬1/2 格鬥歌牌》收錄了角色歌曲的翻唱版本，由早乙女亂馬〈女生型態〉的聲優林原惠主唱。
單曲版、角色歌曲版都陸續發行之後，「已不再哭泣」才第一次在瀨能她的首張專輯《Crystal Eyes》和精選專輯《My能BEST》中收錄，以及1999年3月17日發行的《亂馬1/2》相關專輯中再度收錄。

## 收錄歌曲
1. 已不再哭泣（もう泣かないで）
  - 作詞：三浦德子，作曲：羽田一郎，編曲：佐藤準（日语：佐藤準）
  - 富士電視台電視動畫《亂馬1/2 熱鬥篇》片頭主題曲
2. 悲傷的選擇
  - 作詞：森本抄夜子，作曲：都志見隆（日语：都志見隆），編曲：船山基紀（日语：船山基紀）
3. 已不再哭泣 (off vocal)